# Gómez Pereira
Gómez Pereira (Medina del Campo, 1500 – Medina del Campo, 1567?) spanyol filozófus, orvos és humanista. Az orvostudomány ismert szakértője volt, de számos más dologgal is foglalkozott: üzlettel, mérnöki tudományokkal és mindenekelőtt filozófiával. Az orvostudomány területén a középkori elképzelések visszaszorítására és az empirikus módszerek elterjesztésére törekedett. Filozófiai gondolkodása alapján René Descartes előfutárának tekinthető.

## Élete
Életéről keveset tudunk. Öt testvér közül a második volt. Apja, Antonio Pereira egy kis boltot vezetett. Anyja, Margarita de Medina 1515-ben meghalt, így a gyermekeket nagynénje nevelte. Ősei között portugáliai, keresztény hitre tért zsidók is voltak.
Pereira filozófiát tanult a Salamancai Egyetemen. Részt vett a realisták és nominalisták közötti vitákban az utóbbiak oldalán. Ugyanitt orvostudományt is tanult; tanulmányait 1520-ban fejezte be.
Ezután visszatért Medinába, ahol orvosként működött. Feleségül vette Isabel Rodríguezt, de gyermekeik nem születtek. A gyógyítás mellett családi örökségként üzlettel is foglalkozott, többek között borral kereskedett és szobákat adott ki a vásárra érkező kalmároknak.
Halálának időpontja nem ismert; egyesek szerint 1558-ban halt meg, de későbbi (1563, 1567) dokumentumok igazolják, hogy azokban ez években még élt.